# نورمان توماس غيلروي
نورمان توماس غيلروي (بالإنجليزية: Norman Thomas Gilroy)‏ هو كاهن كاثوليكي أسترالي، ولد في 22 يناير 1896 في سيدني في أستراليا، وتوفي بنفس المكان في 21 أكتوبر 1977.

## وصلات خارجية
- نورمان توماس غيلروي على موقع مونزينجر (الألمانية)